# Julien Balbo
Pour les articles homonymes, voir Balbo (homonymie).
Julien Balbo, né le 23 mai 1979 à Grenoble, est un joueur professionnel de squash représentant la France. Il atteint, en août 2008, la 42e place mondiale sur le circuit international, son meilleur classement.

## Palmarès

### Finales
- Santiago Open : 2007
- Championnats du monde par équipes : 2009
- Championnats d'Europe par équipes : 4 finales (2006, 2008, 2009, 2011)